# Лист монтажных решений
Лист монтажных решений (англ. Editing Decision List, EDL) — понятие, используемое преимущественно в нелинейном монтаже применительно к служебному файлу, описывающему взаимное расположение фрагментов отснятого исходного материала, параметры спецэффектов, монтажных переходов, уровни оригинальной звуковой дорожки и дорожек озвучивания. Выполняет функцию инструкции о порядке и режимах воспроизведения в смонтированном ролике исходных медиафайлов с жёсткого диска или другого цифрового накопителя компьютера.
Лист монтажных решений функционально аналогичен монтажному листу, используемому при классической «оптической» технологии кинопроизводства и линейном видеомонтаже. Он создаётся интерфейсом видеоредактора при компоновке монтажных кадров, их обрезке и задании параметров перехода между соседними сценами. События монтажного листа указываются временны́ми метками — футажными номерами (англ. Keykode) в кино- и временны́м кодом в видеопроизводстве. В 1970-е годы компаниями CBS и Memorex разработан формат CMX-600, затем CMX-3600. В настоящее время активно развиваются форматы AAF на основе XML, а также кроссплатформенный MXF. Они пришли на смену формату EDL, использовавшемуся для обмена данными между системами линейного и нелинейного монтажа.